# Papuengraulis micropinna
Papuengraulis micropinna, tên tiếng Anh: littlefin anchovy (cá cơm vây nhỏ), là một loài cá biển/cá nước lợ trong họ Engraulidae.

## Từ nguyên
Papuengraulis bao gồm Papua, tên một hòn đảo trong Thái Bình Dương và từ trong tiếng Hy Lạp eggraulis, eggrauleos nghĩa là cá cơm.

## Phân bố
Loài này chỉ được tìm thấy trong vịnh Papua, cửa các con sông chảy vào nó và biển Arafura, nhưng không có dấu hiệu cho thấy có sinh tồn tại vùng duyên hải Australia và Tây New Guinea. Nó cũng là loài duy nhất được xếp trong chi Papuengraulis.